# Ternay (Viena)
Ternay és un municipi francès situat al departament de la Viena i a la regió de la Nova Aquitània. L'any 2007 tenia 208 habitants.

## Demografia

### Població
El 2007 la població de fet de Ternay era de 208 persones. Hi havia 100 famílies de les quals 36 eren unipersonals (18 homes vivint sols i 18 dones vivint soles), 36 parelles sense fills, 23 parelles amb fills i 5 famílies monoparentals amb fills.
La població ha evolucionat segons el següent gràfic:
Habitants censats

### Habitatges
El 2007 hi havia 134 habitatges, 97 eren l'habitatge principal de la família, 21 eren segones residències i 16 estaven desocupats. Tots els 134 habitatges eren cases. Dels 97 habitatges principals, 78 estaven ocupats pels seus propietaris, 17 estaven llogats i ocupats pels llogaters i 1 estava cedit a títol gratuït; 1 tenia una cambra, 8 en tenien dues, 23 en tenien tres, 28 en tenien quatre i 36 en tenien cinc o més. 91 habitatges disposaven pel capbaix d'una plaça de pàrquing. A 49 habitatges hi havia un automòbil i a 43 n'hi havia dos o més.

### Piràmide de població
La piràmide de població per edats i sexe el 2009 era:
| Homes | Edats   | Dones |
| ----- | ------- | ----- |
| 0     | 95 o +  | 0     |
| 0     | 90 a 94 | 0     |
| 0     | 85 a 89 | 12    |
| 4     | 80 a 84 | 8     |
| 4     | 75 a 79 | 0     |
| 8     | 70 a 74 | 4     |
| 8     | 65 a 69 | 16    |
| 4     | 60 a 64 | 4     |
| 4     | 55 a 59 | 0     |
| 4     | 50 a 54 | 8     |
| 4     | 45 a 49 | 4     |
| 8     | 40 a 44 | 8     |
| 8     | 35 a 39 | 4     |
| 4     | 30 a 34 | 4     |
| 8     | 25 a 29 | 0     |
| 4     | 20 a 24 | 0     |
| 4     | 15 a 19 | 4     |
| 4     | 10 a 14 | 0     |
| 4     | 5 a 9   | 0     |
| 0     | 0 a 4   | 4     |

## Economia
El 2007 la població en edat de treballar era de 114 persones, 83 eren actives i 31 eren inactives. De les 83 persones actives 77 estaven ocupades (45 homes i 32 dones) i 6 estaven aturades (5 homes i 1 dona). De les 31 persones inactives 17 estaven jubilades, 2 estaven estudiant i 12 estaven classificades com a «altres inactius».

### Ingressos
El 2009 a Ternay hi havia 87 unitats fiscals que integraven 190 persones, la mediana anual d'ingressos fiscals per persona era de 13.712,5 €.

### Activitats econòmiques
Dels 4 establiments que hi havia el 2007, 3 eren d'empreses de construcció i 1 d'una empresa de comerç i reparació d'automòbils.
Dels 2 establiments de servei als particulars que hi havia el 2009, 1 era un paleta i 1 guixaire pintor.
L'any 2000 a Ternay hi havia 10 explotacions agrícoles que ocupaven un total de 268 hectàrees.

## Poblacions més properes
El següent diagrama mostra les poblacions més properes.